# حزب سوسیال دموکرات (ایالات متحده آمریکا)
حزب سوسیال دموکرات حزبی بود که سابقاً در ایالات متحده آمریکا فعالیت می‌کرد. این حزب در سال ۱۸۹۷ به عنوان حزبی چپ‌تر از همه احزاب حاضر در صحنه تشکیل شد. این حزب در همان ابتدا به موفقیت‌هایی دست یافت و دو تن از اعضای آن به مجلس ماساچوست راه یافتند.
در سال ۱۹۰۰ یوجین دبس از طرف این حزب کاندید ریاست جمهوری شد و ۹۷۰۰۰ رای کسب کرد. این آرا بیش از آرای کاندیدای حزب کار سوسیالیست (که قدیمی تر بود) بود.
در سال ۱۹۰۱ اکثریت اعضای این حزب، به همراه یوجین دبس، این حزب را ترک کردند تا «حزب سوسیالیست آمریکا» را بنیان بگذارند. این حزب در این تاریخ عملاً منحل شد.